# Amphiagrion saucium
Amphiagrion saucium е вид водно конче от семейство Coenagrionidae. Видът е незастрашен от изчезване.

## Разпространение
Разпространен е в Канада (Квебек, Нова Скотия и Онтарио) и САЩ (Алабама, Вирджиния, Върмонт, Делауеър, Джорджия, Западна Вирджиния, Индиана, Кентъки, Кънектикът, Масачузетс, Мейн, Мериленд, Минесота, Мисисипи, Мичиган, Ню Джърси, Ню Йорк, Ню Хампшър, Охайо, Пенсилвания, Род Айлънд, Северна Каролина, Тенеси и Южна Каролина).

## Описание
Популацията на вида е стабилна.